# 賀炳炎

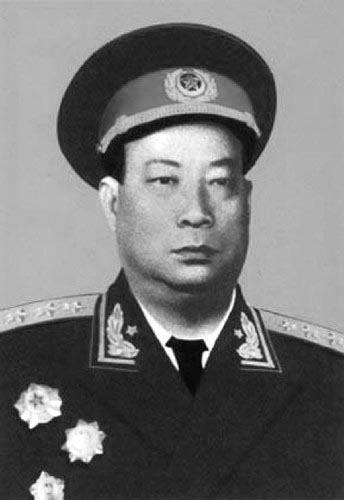
賀炳炎

賀 炳炎（が へいえん、1913年2月5日 – 1960年7月1日）は、中国人民解放軍の軍人。最終階級は上将。

## 経歴
別名向明炎、賀明炎。1913年、湖北省宜都市に生まれる。1929年、中国工農紅軍に参加し、同年に中国共産党へ入党。革命の生活の中で、紅軍連長や大隊長、団長、師団長を歴任。八路軍120師716団長、第120師独立第3支隊司令官、358旅団副旅長、江漢軍区司令官、晋北野戦軍副司令官、西北野戦軍第1縦隊司令官、第1軍軍長。世界的に有名な二万五千里の長征、抗日戦争や解放戦争での従軍を経て、第二次国共内戦にも従軍。11回にわたって負傷し、体には16ヵ所もの傷があり、右腕を失っていたため「片腕の将軍」と呼ばれた。
中華人民共和国樹立後、中国人民解放軍第1軍軍団長兼青海軍区司令官、西南軍区副司令官兼四川省軍区司令官、成都軍区司令官を歴任。1955年、上将に任命された。
1960年7月1日死去した。

## 家庭
- 父:賀学文
- 母:晏蘭児
  - 姉:向従秀（異父姉）
  - 兄:向従新（異父兄）
- 本妻:蘭良秀
  - 娘:賀雷珍
- 夫人:姜平
  - 長男:賀雷生
  - 次男:賀陵生
  - 三男:賀京生
  - 長女:賀北生
  - 次女:賀燕生